# Gran☆Ciel
Gran☆Ciel（グラン・シエル）は、日本の女性アイドルグループ。Arc Jewel（アークジュエル）所属。通称「しえる」。
2018年にJewel☆Ciel（ジュエル・シエル）として結成、2021年3月にGran☆Cielへ改名した。

## 概要
ArcJewelが様々な魅力を持った「Jewel(=宝石)」が集まる「Garden(=庭園)」をコンセプトにしたアイドルプロジェクト「Jewel Garden」の第3弾グループとして結成され、2018年8月12日のお披露目ライブにて活動開始。
プロデュースは@JAM総合プロデューサーでもある橋元恵一がArcJewelとタッグを組んで担当している。
「壮大、荘厳、偉大」そして「広々とした」という意味のGran（グラン）と、空を意味するCiel（シエル）を合わせたグループ名で、大空のように爽やかな楽曲を中心に存在感あるギターロックを展開していく。
また、オリジナル曲と並行して「解散したグループの名曲を歌い継いでいく」というテーマも持っている。

## メンバー
| よみ 名前                | 愛称                  | 生年月日               | 血液型 | 出身地          | 身長  | 備考                                                     |
| ------------------------ | --------------------- | ---------------------- | ------ | --------------- | ----- | -------------------------------------------------------- |
| かみおか りんか 上丘鈴華 | りんりん              | 2001年7月9日（24歳）   | O型    | 千葉県 沖縄育ち | 160cm | 2022年2月11日加入                                        |
| こばやし ゆめか 小林夢叶 | ゆめか                | 2002年10月3日（22歳）  | O型    | 岐阜県          | 154cm | 2022年2月11日加入                                        |
| ますだくるみ 益田くるみ  | くるみ                | 2000年12月17日（24歳） | AB型   | 静岡県          | 157cm | 2024年3月23日加入 Clapotis元メンバー                     |
| さくら かのん 櫻かのん   | のんち、 のんちゃん   | 2001年10月8日（23歳）  | A型    | 京都府 大阪育ち | 155cm | 2024年3月23日加入                                        |
| あさの あいか 麻乃愛可   | あいか、 あいちゃん   | 2001年11月23日（23歳） | O型    | 神奈川県        | 156cm | 2024年3月23日加入 OUT OF 48オーディション一般参加者      |
| まつたに ゆら 松谷祐果   | ゆら                  | 2001年12月8日（23歳）  | A型    | 東京都          | 164cm | 2024年3月23日加入 しゃかりぃな、アポロンの翼の元メンバー |
| さとう ゆい 佐藤優衣     | ゆいゆい、 ゆいちゃん | 2002年10月12日（22歳） | A型    | 東京都          | 153cm | 2024年12月27日加入 ミスFLASH2025ファイナリスト           |

### 旧メンバー
| よみ 名前                  | 愛称                | 生年月日               | 血液型 | 出身地 | 卒業・脱退日              | 備考 |
| -------------------------- | ------------------- | ---------------------- | ------ | ------ | ------------------------- | --- |
| さとう ちかこ 佐藤千花子   | ちかちゃん ちかちか | 2003年4月1日（22歳）   | AB型   | 東京都 | 2020年6月30日卒業         | 2025年3月からLip Too Sweetメンバー桜井千歌で活動                                                                       |
| あんどう えみ 安藤笑       | ぇみちぃ            | 1995年8月7日（30歳）   | O型    | 愛知県 | 2020年12月31日卒業        | Star☆T、愛乙女☆DOLLの元メンバー 卒業後、活動していたAnge☆Reveを2025年6月に卒業                                         |
| いっしき そら 一色素良     | スーちゃん          | 2001年6月29日（24歳）  | O型    | 東京都 | 2021年10月9日脱退         | 2020年7月11日加入、すぴりたんと元メンバー 脱退後、八神すなほとして活動、2023年12月「夢が叶うまで」(金田すなほ)リリース |
| あまね ななせ 天音七星     | なぁせ              | 1995年11月3日（29歳）  | 不明   | 青森県 | 2023年12月31日卒業        | 2022年4月からリーダー。Teamくれれっ娘！東京メンバー、ICE☆PASTEL、WiLLの元メンバー                                      |
| ゆめさき りりあ 夢咲りりあ | りりあ              | 1999年2月12日（26歳）  | AB型   | 千葉県 | 2023年12月31日卒業        | ・・・・・・・・・元メンバー                                                                                           |
| はまだ なな 濱田菜々       | なな                | 1999年12月22日（25歳） | O型    | 東京都 | 2023年12月31日卒業        | SiAM&POPTUNe元メンバー 2024年7月MyDearDarlin'加入                                                                      |
| まきの まこと 牧野真琴     | まこっちゃん        | 1998年9月8日（26歳）   | B型    | 大阪府 | 2023年12月31日卒業        | 2021年2月7日加入 TOYZ、Advance Arc Harmony、モカマカリの元メンバー                                                     |
| もちづき きみな 望月希美奈 | きぃちゃん          | 2001年2月3日（24歳）   | AB型   | 北海道 | 2024年11月1日活動に区切り | 2021年2月7日加入 日本セーラー女子団、迷愛れすきゅー！の元メンバー                                                      |

## 略歴

### 2018年
- 4月30日、新グループ「Jewel☆Ciel」第1期生オーディション募集開始（5月31日まで）[10]。
- 7月4日、愛乙女☆DOLLオフィシャルブログにて愛乙女☆DOLLのメンバー安藤笑の移籍を発表[11]。
- 8月7日、Jewel☆Cielオフィシャルブログにてアーティストビジュアルが解禁され、メンバー天音七星、濱田菜々、夢咲りりあ、佐藤千花子を発表[12]。
- 8月12日、東京キネマ倶楽部で行われた「新グループ「Jewel☆Ciel」お披露目ライブ！」にてオリジナル新曲「Baby Summer」初披露[13]。
- 8月26日、横浜アリーナで行われた「@JAM EXPO 2018」に初出演 [14]。
- 10月13日、お台場ヴィーナスフォートで行われた「発売記念インストアイベント」にて「蒼の向こう」初披露[15]。
- 11月14日、ソフマップAKIBA(1)号店サブカル・モバイル館8Fで行われた「インストア公演」にて「明日へ！」初披露[16]。
- 12月4日、1stシングル「蒼の向こう」リリース。

### 2019年
- 1月3日、「ニューイヤープレミアムパーティー2019」のトークステージを盛り上げる“アシスタント巫女”として出演、ライブも行った[17]。
- 2月2日、渋谷WWWXにて「1st one-man live 蒼の向こう」を行い、「ナツオト」「感動ナミダ」初披露、5月に2ndシングル「ナツオト」のリリース、6月に2ndワンマンライヴ開催決定の発表[18]。
- 4月11日、定期公演にて次回からの定期公演を各メンバーセンターのバンドカバー曲披露する回と、ゲストを招く回を5カ月連続で行うことを発表[19]
- 4月13日、新宿BLAZEで行われた「＠JAM THE WORLD 春のジャムまつり！2019」にて「ふたりサイダー」初披露[20]。
- 4月17日、YouTubeにて「ナツオト」MV公開 [21]。
- 5月14日、2ndシングル「ナツオト」リリース。
- 6月8日、渋谷CLUB QUATTROにて「2nd one-man live-ナツオト-」を行い、「アシタミライ」初披露、8月に結成1周年と安藤笑バースデーライブ開催決定、Auroranoteのカバー曲の配信決定を発表[22]。
- 8月4日、「TOKYO IDOL FESTIVAL 2019」のFESTIVAL STAGEにて「Lipstick」初披露[23]。
- 8月10日、東京キネマ倶楽部にて「結成1周年記念&安藤笑バースデーLIVE」を行い、11月に3rdシングル「アシタミライ」リリースと12月に3rdワンマンライブ開催決定を発表[24]。
- 8月24日・25日、横浜アリーナで行われた「@JAM EXPO 2019」のコラボ企画で夢咲、佐藤がストロベリーステージ初登場[25]。
- 11月5日、3rdシングル「アシタミライ」リリース。
- 12月21日、渋谷ストリームホールにて「3rd one-man live-アシタミライ-」を全曲生バンド演奏で行い、新衣装と「情熱の分子が一度揺れたら」「First Star」初披露、2020年4月にアルバム発売、5月に東名阪ツアー開催の決定を発表[26]。

### 2020年
- 1月3日、「ニューイヤープレミアムパーティー2020」に出演、Zepp Tokyoにて転校少女*とコラボステージをZepp DiverCity(TOKYO)にてライブを行った[27]。
- 1月5日、Zepp Tokyoで行われた「ArcJewel Beat!! 2020～Zeppで夢のAJ祭～」に出演、AJ全員曲「シンガロンソン」初披露、8月に中野サンプラザにて「AJ祭vol.2」の開催を発表[28]。
- 3月28日、「Early Lipstick」を初披露する予定だった大阪での「リリースParty」の開催が中止となった[29]。
- 4月12日、ArcJewel所属グループの5月6日までのイベントの延期・中止と東名阪ツアーの名古屋・大阪公演の無期限延期を発表[30]。
- 4月21日、1stアルバム「First Star」リリース。
- 5月24日、「Jewel☆Ciel 無観客ライブ vol.1」にて「Early Lipstick」初披露[31]。
- 5月26日、佐藤千花子が学業に専念するため6月末をもって卒業することを発表[32]。
- 5月30日、「ArcJewel 無観客ライブ vol.2」にて「NEAR YOU」初披露[33]。
- 6月27日、佐藤が「Jewel☆Ciel 佐藤千花子卒業ライブ～Last Diary～」にてラストライブを行い[34]、SNSやブログ等を最後に更新した6月30日をもって卒業[35]。
- 7月11日、東京キネマ倶楽部にて「Jewel☆Ciel新体制お披露目公演」を行い、新メンバーの一色素良をお披露目[36]。
- 9月21日、新木場STUDIO COASTで行われた「ArcJewel Premium LIVE 2020」にて安藤が12月27日の卒業公演をもってJewel☆Cielを卒業することを発表[37]。
- 9月27日、「Starry Night 2マンスペシャル Day2  2部」にて新衣装と「僕らは」初披露[38]。
- 10月16日、「Jewel☆Ciel 単独公演」にて「虹」初披露、「僕らは」ＭＶ初公開[39]。
- 10月24日、「1st one man tour"First Star"」大阪公演をLIVE HOUSE バナナホールにて開催[40]。
- 10月25日、「1st one man tour"First Star"」名古屋公演をX-HALL-ZEN-にて開催[41]。
- 11月1日、新宿ReNYで行われた「1st one man tour"First Star"」東京公演にて安藤笑卒業公演の会場を発表[42]。
- 11月3日、4thシングル「僕らは」リリース。
- 12月27日、安藤が「Jewel☆Ciel 安藤笑 卒業公演 ～僕らは～」にてラストライブを行い[43]、2021年2月7日新体制お披露目ライブの開催が発表された[44]。
- 12月31日、SNSやブログ等の更新を最後に安藤が卒業[45]。

### 2021年
- 2月7日、東京キネマ倶楽部にて「Jewel☆Ciel新体制お披露目公演」を行い、新メンバー牧野真琴、望月希美奈のお披露目と5月25日に5thシングルのリリース、3月にグループ名が改名されることが発表された[46]。
- 3月20日、USEN STUDIO COASTで行われた「ArcJewel New Year LIVE 2021」にて新グループ名「Gran☆Ciel」発表[47]。
- 5月25日、Gran☆Ciel改名後初のシングル「Message!」リリース[48]。
- 8月21日、新宿ReNYにて「Gran☆Ciel 1st one man LIVE -Message!-」を行い、9月からの10ヵ月連続配信リリースの1曲目に「夜明け Brand New Days」が決定したことと2022年1月より東名阪ツアーの開催決定を発表[49]。
- 10月4日、一色素良が治療に専念するため脱退することを発表[50]。
- 10月9日、「一色素良 ありがとうチェキ会」をもって一色が脱退[51]。
- 10月23日、「＠JAM the Field vol.20 第二部」にて「Do you love me?」初披露[52]。
- 10月27日、10ヵ月連続配信リリース第2弾「Do you love me?」リリース[53]。
- 11月11日、「Gran☆Ciel木曜公演」にて「夢ガチャ☆」初披露[54]。
- 11月24日、10ヵ月連続配信リリース第3弾「夢ガチャ☆」リリース[55]。

### 2022年
- 1月18日、1月22日に開催予定だったGran☆Ciel主催公演及び「1st one man tour-Do you love me?-」東京公演の中止を発表[56]。
- 1月26日、10ヵ月連続配信リリース第5弾「Tomorrow」リリース[57]。
- 1月29日、「1st one man tour-Do you love me?-」大阪公演をOsaka Museにて開催し、「Tomorrow」初披露[58]。
- 1月30日、「1st one man tour-Do you love me?-」名古屋公演をell.FITS ALLにて開催[59]。
- 2月11日、「1st one man tour-Do you love me?-final」を神田スクエアホールにて開催し、新メンバー上丘鈴華、小林夢叶のお披露目と「ひみつDIARY」初披露、7月16日に2ndワンマンライブの開催決定を発表[60]。
- 2月23日、10ヵ月連続配信リリース第6弾「ひみつDIARY」リリース[61]。
- 3月30日、10ヵ月連続配信リリース第7弾「奇蹟はきっとMy Days」リリース[62]。
- 4月1日、公式ブログにて天音のリーダー就任を発表[63]。
- 4月27日、10ヵ月連続配信リリース第8弾「願いYou&I」リリース[64]。
- 5月1日、天音が『DiyaカラーコンタクトTikTok広告モデルオーディション』の決勝1位となりTikTok広告モデル確約＆HP掲載権を獲得[65]。
- 5月25日、10ヵ月連続配信リリース第9弾「この声」リリース[66]。
- 6月29日、10ヵ月連続配信リリース第10弾「キミと僕の蒼空(そら)」リリース[67]。
- 7月16日、恵比寿LIQUIDROOMにて「Gran☆Ciel 2nd one-man live -この声-」を行い、10月の1stアルバム発売と2023年1月に3rdワンマンライブ開催決定を発表[68]。
- 11月1日、Gran☆Ciel改名後初のアルバム「Future」リリース[69]。

### 2023年
- 1月29日、品川インターシティホールにて「Gran☆Ciel 3rd one-man live-Future-」を行い、5月23日に2ndシングル発売決定と7月16日にZepp Shinjukuで4thワンマンライブ開催決定を発表[70]。
- 5月23日、「Yakusoku」リリース[71]。
- 7月16日、Zepp Shinjukuにて「Gran☆Ciel 4th one-man live -Yakusoku-」を行い、天音、夢咲、濱田の年内卒業と3rdシングル発売、2ndツアー開催決定を発表[72]。
- 8月16日、4月より体調不良で休養していた望月希美奈が8月27日より活動再開することを発表[73]。
- 10月31日、「僕らの未来へ」リリース[74]。
- 11月23日、「AJ杯 2023：FINAL ROUND」にてファン投票で決まる“ライブNo.1グループ投票”ランキング1位、“AJ推しメン投票2023”で濱田菜々が１位に輝いた[75]。
- 11月24日、牧野真琴が年内でGran☆Cielを卒業することを発表[76]。
- 12月3日、Zepp DiverCity(TOKYO)にて「Gran☆Ciel 2nd one man tour-僕らの未来へ- final」を行い、2024年3月の新体制初披露、5月12日ワンマンライブ開催、5月末に4thシングル発売決定を発表[77]。
- 12月31日、SNS更新を最後に天音、夢咲、濱田、牧野が卒業。これによりJewel☆Ciel結成当初のメンバーは皆無となった。

### 2024年
- 3月8日、公式Xにて新メンバー益田くるみ、櫻かのん、麻乃愛可、松谷祐果を公開[78]。
- 3月23日、harevutaiにて「Gran☆Ciel 2nd season お披露目ライブ！」を行い、新メンバー櫻かのん、麻乃愛可、松谷祐果のお披露目と6月4日に「はじまりのPARADE」のリリース決定を発表[79]。
- 5月12日、duo MUSIC EXCHANGEにて「Gran☆Ciel 5th one-man live -はじまりのPARADE-」を行い、6月より定期公演・主催公演スタート、１２月２７日に渋谷ストリームホールで6th one-man live開催決定を発表[80]。
- 6月4日、「はじまりのPARADE」リリース[81]。
- 11月1日、9月より体調不良で活動が出来ない状況が続いていた望月希美奈が健康を第一に考え治療に専念するために、2024年11月1日をもって双方同意の上でGran☆Cielでの活動に区切りをつけることを発表[82]。
- 12月10日、「We Can」リリース[83]。
- 12月16日、公式Xにて新メンバー佐藤優衣を公開[84]。
- 12月27日、渋谷ストリームホールにて「Gran☆Ciel 6th one-man live-We Can-」を行い、新メンバー佐藤優衣がステージデビュー。2025年6月1日に神田スクエアホールで7th one-man live開催決定を発表[85]。

### 2025年
- 4月19日、３ヵ月連続配信リリース第１弾「Answer」配信開始[86]。
- 5月16日、３ヵ月連続配信リリース第2弾「True Love」配信開始[87]。
- 6月1日、神田スクエアホールにて「Gran☆Ciel 7th one-man live-Answer-」を行い、新曲「ちいさな夢」初披露。10月21日に2ndアルバムのリリース、11月に東名阪ツアー行うことを発表[88]。
- 6月20日、３ヵ月連続配信リリース第3弾「ちいさな夢」配信開始[89]。

## 作品

### シングル
| #          | 発売日         | タイトル         | 楽曲制作者                                                         | カップリング曲              | 楽曲制作者                                                                | 品番              | 備考、順位 |
| Jewel☆Ciel | Jewel☆Ciel     | Jewel☆Ciel       | Jewel☆Ciel                                                         | Jewel☆Ciel                  | Jewel☆Ciel                                                                | Jewel☆Ciel        | Jewel☆Ciel |
| ---------- | -------------- | ---------------- | ------------------------------------------------------------------ | --------------------------- | ------------------------------------------------------------------------- | ----------------- | --- |
| 1          | 2018年12月4日  | 蒼の向こう       | 作詞：藤島美音子、平田博信 作曲：平田博信 編曲：平田博信、吉田明広 | Baby Summer                 | 作詞・作曲：多田慎也 編曲：島田尚                                         | (TYPE-A) ARJ-1051 | ウィークリーランキング10位（2018年12月17日付）                                                                     |
| 1          | 2018年12月4日  | 蒼の向こう       | 作詞：藤島美音子、平田博信 作曲：平田博信 編曲：平田博信、吉田明広 | 明日へ！                    | 作詞・作曲・編曲：イイジマケン                                            | (TYPE-B) ARJ-1052 | ウィークリーランキング10位（2018年12月17日付）                                                                     |
| 2          | 2019年 5月14日 | ナツオト         | 作詞：吉水孝之 作曲・編曲：三宅英明                                | 感動ナミダ                  | 作詞・作曲・編曲：平田博信                                                | (TYPE-A) ARJ-1053 | ウィークリーランキング11位（2019年5月27日付）                                                                      |
| 2          | 2019年 5月14日 | ナツオト         | 作詞：吉水孝之 作曲・編曲：三宅英明                                | ふたりサイダー              | 作詞：ヨネヤマ ユキ 作曲・編曲：イイジマケン                              | (TYPE-B) ARJ-1054 | ウィークリーランキング11位（2019年5月27日付）                                                                      |
| 3          | 2019年11月5日  | アシタミライ     | 作詞：吉水孝之 作曲・編曲：三宅英明                                | Lipstick                    | 作詞・作曲：藤崎高寛 編曲：平田博信、吉田明広                             | (TYPE-A) ARJ-1058 | ウィークリーランキング10位 （2019年11月18日付）                                                                    |
| 3          | 2019年11月5日  | アシタミライ     | 作詞：吉水孝之 作曲・編曲：三宅英明                                | 閃光Believer                | 作詞・作曲：堀江晶太 編曲：三宅英明                                       | (TYPE-B) ARJ-1059 | ウィークリーランキング10位 （2019年11月18日付）                                                                    |
| 4          | 2020年11月3日  | 僕らは           | 作詞・作曲：平田博信 編曲：平田博信、吉田明広                      | 虹                          | 作詞：ヨネヤマ ユキ 作曲・編曲：イイジマケン                              |                   | ウィークリーランキング9位（2020年11月16日付）                                                                      |
| 4          | 2020年11月3日  | 僕らは           | 作詞・作曲：平田博信 編曲：平田博信、吉田明広                      | short story                 | 作詞・作曲：吉田直生 編曲：三宅英明                                       | (TYPE-A) ARJ-1065 | ウィークリーランキング9位（2020年11月16日付）                                                                      |
| 4          | 2020年11月3日  | 僕らは           | 作詞・作曲：平田博信 編曲：平田博信、吉田明広                      | (a) SLOW STAR               | 作詞：藤島美音子 作曲・編曲：平田博信                                     | (TYPE-B) ARJ-1066 | ウィークリーランキング9位（2020年11月16日付）                                                                      |
| 4          | 2020年11月3日  | 僕らは           | 作詞・作曲：平田博信 編曲：平田博信、吉田明広                      | スタークラシック            | 作詞・作曲：吉田直生 編曲：三宅英明                                       | (TYPE-C) ARJ-1067 | ウィークリーランキング9位（2020年11月16日付）                                                                      |
| Gran☆Ciel  |                |                  |                                                                    |                             |                                                                           |                   | |
| 1          | 2021年 5月25日 | Message!         | 作詞：吉水孝之 作曲・編曲：三宅英明                                | 素顔                        | 作詞：利根川貴之 作曲・編曲：平田博信                                     |                   | 日本テレビ系「ウチのガヤがすみません!」2021年5月度エンディングテーマ曲 ウィークリーランキング10位 (2021年6月7日付) |
| 1          | 2021年 5月25日 | Message!         | 作詞：吉水孝之 作曲・編曲：三宅英明                                | 蒼の向こう 2021Ver．        | 作詞：藤島美音子、平田博信 作曲：平田博信 編曲：Ciel Band                 | (TYPE-A) ARJ-1068 | 日本テレビ系「ウチのガヤがすみません!」2021年5月度エンディングテーマ曲 ウィークリーランキング10位 (2021年6月7日付) |
| 1          | 2021年 5月25日 | Message!         | 作詞：吉水孝之 作曲・編曲：三宅英明                                | ナツオト 2021Ver．          | 作詞：吉水孝之 作曲：三宅英明 編曲：Ciel Band                             | (TYPE-B) ARJ-1069 | 日本テレビ系「ウチのガヤがすみません!」2021年5月度エンディングテーマ曲 ウィークリーランキング10位 (2021年6月7日付) |
| 1          | 2021年 5月25日 | Message!         | 作詞：吉水孝之 作曲・編曲：三宅英明                                | 明日へ！ 2021Ver．          | 作詞・作曲：イイジマケン 編曲：Ciel Band                                  | (TYPE-C) ARJ-1070 | 日本テレビ系「ウチのガヤがすみません!」2021年5月度エンディングテーマ曲 ウィークリーランキング10位 (2021年6月7日付) |
| 2          | 2023年5月23日  | Yakusoku         | 作詞・作曲・編曲：UZ                                               | つなぐ                      | 作詞：利根川貴之 作曲・編曲：三宅英明                                     | (TYPE-A) ARJ-1082 | テレビ東京系「超音波」2023年5月度エンディングテーマ曲 ウィークリーランキング5位 (2023年6月5日付)                   |
| 2          | 2023年5月23日  | Yakusoku         | 作詞・作曲・編曲：UZ                                               | キミスキ                    | 作詞：利根川貴之 作曲：利根川貴之、坂和也 編曲：坂和也、Wicky. Recordings | (TYPE-B) ARJ-1083 | テレビ東京系「超音波」2023年5月度エンディングテーマ曲 ウィークリーランキング5位 (2023年6月5日付)                   |
| 2          | 2023年5月23日  | Yakusoku         | 作詞・作曲・編曲：UZ                                               | キミと僕の蒼空 願い You & I | Live at 品川インターシティホール 2023.01.29                               | (TYPE-C) ARJ-1084 | テレビ東京系「超音波」2023年5月度エンディングテーマ曲 ウィークリーランキング5位 (2023年6月5日付)                   |
| 3          | 2023年10月31日 | 僕らの未来へ     | 作詞：ヨネヤマ ユキ 作曲・編曲：三宅英明                           | Dream Ship                  | 作詞：ヨネヤマ ユキ 作曲・編曲：イイジマケン                              |                   | ウィークリーランキング3位（2023年11月13日付）                                                                      |
| 3          | 2023年10月31日 | 僕らの未来へ     | 作詞：ヨネヤマ ユキ 作曲・編曲：三宅英明                           | 未来の言葉                  | 作詞：藤本賢昇 作曲：森田将生 編曲：ノグチテッペイ、平田博信              | (TYPE-A) ARJ-1085 | ウィークリーランキング3位（2023年11月13日付）                                                                      |
| 3          | 2023年10月31日 | 僕らの未来へ     | 作詞：ヨネヤマ ユキ 作曲・編曲：三宅英明                           | アイボリー                  | 作詞・作曲：吉田直生 編曲：ノグチテッペイ、平田博信                       | (TYPE-B) ARJ-1086 | ウィークリーランキング3位（2023年11月13日付）                                                                      |
| 3          | 2023年10月31日 | 僕らの未来へ     | 作詞：ヨネヤマ ユキ 作曲・編曲：三宅英明                           | Dream on, Dreamers          | 作詞：藤島美音子、平田博信 作曲：平田博信 編曲：三宅英明                  | (TYPE-C) ARJ-1087 | ウィークリーランキング3位（2023年11月13日付）                                                                      |
| 4          | 2024年6月4日   | はじまりのPARADE | 作詞：ヨネヤマユキ 作曲・編曲：三宅英明                            | Everlong...                 | 作詞・作曲・編曲：イイジマケン                                            |                   | ウィークリーランキング13位（2024年6月17日付）                                                                      |
| 4          | 2024年6月4日   | はじまりのPARADE | 作詞：ヨネヤマユキ 作曲・編曲：三宅英明                            | 閃光Believer 2024ver.       | 作詞・作曲：堀江晶太 編曲：三宅英明                                       | (TYPE-A) ARJ-1088 | ウィークリーランキング13位（2024年6月17日付）                                                                      |
| 4          | 2024年6月4日   | はじまりのPARADE | 作詞：ヨネヤマユキ 作曲・編曲：三宅英明                            | ナツオト 2024Ver．          | 作詞：吉水孝之 作曲：三宅英明 編曲：Ciel Band                             | (TYPE-B) ARJ-1089 | ウィークリーランキング13位（2024年6月17日付）                                                                      |
| 4          | 2024年6月4日   | はじまりのPARADE | 作詞：ヨネヤマユキ 作曲・編曲：三宅英明                            | 明日へ！ 2024Ver．          | 作詞・作曲：イイジマケン 編曲：Ciel Band                                  | (TYPE-C) ARJ-1090 | ウィークリーランキング13位（2024年6月17日付）                                                                      |
| 5          | 2024年12月10日 | We Can           | 作詞・作曲・編曲：UZ                                               | シキサイ                    | 作詞：イイジマケン 作曲・編曲：三宅英明                                   |                   | ウィークリーランキング23位（2024年12月23日付）                                                                     |
| 5          | 2024年12月10日 | We Can           | 作詞・作曲・編曲：UZ                                               | bright                      | 作詞:藤崎高寛 作曲：スナッパーズ 編曲：三宅英明                           | (TYPE-A) ARJ-1092 | ウィークリーランキング23位（2024年12月23日付）                                                                     |
| 5          | 2024年12月10日 | We Can           | 作詞・作曲・編曲：UZ                                               | ボタン星                    | 作詞:藤崎高寛 作曲：スナッパーズ 編曲：ノグチテッペイ                     | (TYPE-B) ARJ-1093 | ウィークリーランキング23位（2024年12月23日付）                                                                     |

### 配信（オリジナル曲）
| #  | 配信開始日     | タイトル               | 楽曲制作者                                                               | 備考                         |
| -- | -------------- | ---------------------- | ------------------------------------------------------------------------ | ---------------------------- |
| 1  | 2021年10月27日 | Do you love me?        | 作詞：藤島美音子、平田博信 作曲・編曲：平田博信                          | 10ヵ月連続配信リリース第2弾  |
| 2  | 2021年11月24日 | 夢ガチャ☆              | 作詞：吉水孝之 作曲・編曲：三宅英明                                      | 10ヵ月連続配信リリース第3弾  |
| 3  | 2022年1月26日  | Tomorrow               | 作詞・作曲・編曲：平田博信                                               | 10ヵ月連続配信リリース第5弾  |
| 4  | 2022年2月23日  | ひみつDIARY            | 作詞・ヨネヤマユキ 作曲：イイジマケン 編曲：イイジマケン、Ciel Band      | 10ヵ月連続配信リリース第6弾  |
| 5  | 2022年3月30日  | 奇蹟はきっとMy Days    | 作詞・作曲：藤崎高寛 編曲：平田博信、ノグチテッペイ                      | 10ヵ月連続配信リリース第7弾  |
| 6  | 2022年4月27日  | 願いYou&I              | 作詞：利根川貴之 作曲：利根川貴之、坂和也 編曲：坂和也、Wicky.Reocrdings | 10ヵ月連続配信リリース第8弾  |
| 7  | 2022年5月25日  | この声                 | 作詞：ヨネヤマ ユキ 作曲・編曲：イイジマケン                             | 10ヵ月連続配信リリース第9弾  |
| 8  | 2022年6月29日  | キミと僕の蒼空（そら） | 作詞：天音七星 作曲：夢咲りりあ 編曲：平田博信                           | 10ヵ月連続配信リリース第10弾 |
| 9  | 2025年4月19日  | Answer                 | 作詞：利根川貴之 作曲：利根川貴之/坂 和也 編曲：坂 和也/Wicky.Recordings | 3ヵ月連続配信リリース第1弾   |
| 10 | 2025年5月16日  | True Love              | 作詞：イイジマケン 作曲・編曲：三宅英明                                  | 3ヵ月連続配信リリース第2弾   |
| 11 | 2025年6月20日  | ちいさな夢             | 作詞：蒼月まりか 作曲：ISAKICK（175R）、吹野クワガタ                     | 3ヵ月連続配信リリース第3弾   |

### アルバム
| 発売日        | タイトル   | 規格品番                                  | 順位                                          | 備考 |
| Jewel☆Ciel    | Jewel☆Ciel | Jewel☆Ciel                                | Jewel☆Ciel                                    | Jewel☆Ciel |
| ------------- | ---------- | ----------------------------------------- | --------------------------------------------- | --- |
| 2020年4月21日 | First Star | ARJ-1060（初回限定盤） ARJ-1061（通常盤） | ウィークリーランキング24位（2020年5月4日付）  | 全15曲収録、3枚のシングル曲にAuroranoteカヴァー楽曲5曲に新曲2曲のほか『Lipstick』のデモVer『Early Lipstick』がアルバム限定で収録されている。 |
| Gran☆Ciel     |            |                                           |                                               | |
| 2022年11月1日 | Future     | ARJ-1078（初回限定盤） ARJ-1079（通常盤） | ウィークリーランキング9位（2022年11月14日付） | 10ヶ月連続配信リリースの楽曲に加え、アルバムのために書き下ろされた楽曲や『Message!』のリアレンジverも収録されている。表題曲「Future」を手掛けたのは、人気ロックバンドSPYAIRのUZが担当。日本テレビ系「オードリーさん、ぜひ会ってほしい人がいるんです。」2022年11月のエンディングテーマに決定。 |

### カバー曲
| 初披露日       | タイトル               | アーティスト        | 備考                                                                          |
| Jewel☆Ciel     | Jewel☆Ciel             | Jewel☆Ciel          | Jewel☆Ciel                                                                    |
| -------------- | ---------------------- | ------------------- | ----------------------------------------------------------------------------- |
| 2018年8月12日  | ミラクル☆エレメンツ    | Doll☆Elements       |                                                                               |
| 2018年8月12日  | ギュッとSTAR!!         | Doll☆Elements       |                                                                               |
| 2018年8月12日  | Dolly Kiss             | Doll☆Elements       |                                                                               |
| 2018年9月13日  | 恋スルキモチ           | on and Go!          |                                                                               |
| 2018年10月11日 | 心は動いてる           | on and Go!          |                                                                               |
| 2019年1月18日  | Blue Love Letter       | アイドルネッサンス  |                                                                               |
| 2019年1月30日  | Next Flight            | PASSPO☆             |                                                                               |
| 2019年4月25日  | ピンバッチ             | Auroranote          | 安藤笑feature、2019年7月31日配信開始 2022年10月27日牧野&望月feature初披露     |
| 2019年5月23日  | ハミングバード         | Auroranote          | 佐藤千花子feature、2019年7月31日配信開始 2022年10月27日上丘&小林feature初披露 |
| 2019年6月8日   | 雨と涙と乙女とたい焼き | 乙女新党            |                                                                               |
| 2019年6月8日   | 閃光Believer           | ベイビーレイズJAPAN | 2019年10月17日定期公演にてJewel☆Cielアレンジ初披露                            |
| 2019年6月20日  | 群青                   | Auroranote          | 天音七星feature、2019年8月31日配信開始                                        |
| 2019年7月25日  | 夏空                   | Auroranote          | 濱田菜々feature、2019年8月31日配信開始                                        |
| 2019年8月22日  | セブンスター           | Auroranote          | 夢咲りりあfeature、2019年8月31日配信開始                                      |
| 2019年9月5日   | 走れ、走れ             | ベイビーレイズJAPAN |                                                                               |
| 2020年5月6日   | Near You               | Auroranote          |                                                                               |
| 2020年10月8日  | (a)SLOW STAR           | Swinging Popsicle   |                                                                               |
| 2020年10月22日 | short story            | Auroranote          |                                                                               |
| 2020年11月1日  | スタークラシック       | Auroranote          |                                                                               |
| Gran☆Ciel      |                        |                     |                                                                               |
| 2021年7月1日   | セツナソラ             | Party Rockets       |                                                                               |
| 2021年8月5日   | 東京少女               | Fullfull Pocket     |                                                                               |
| 2021年8月5日   | 今を生きる             | からっと☆           |                                                                               |
| 2021年8月21日  | 夜明け Brand New Days  | ベイビーレイズJAPAN | 2021年9月29日配信開始（10ヵ月連続配信リリース第1弾）                          |
| 2021年12月9日  | 雲                     | Ocean               | 2021年12月29日配信開始（10ヵ月連続配信リリース第4弾）                         |
| 2023年7月6日   | KASABUTA               | Party Rockets       |                                                                               |
| 2023年7月6日   | Dream on, Dreamers     | Party Rockets GT    |                                                                               |
| 2023年9月21日  | 未来の言葉             | Ocean               |                                                                               |
| 2023年10月19日 | アイボリー             | Auroranote          |                                                                               |
| 2024年11月30日 | bright                 | スナッパーズ        |                                                                               |
| 2024年12月8日  | ボタン星               | スナッパーズ        |                                                                               |

AJ全員曲
- シンガロンソン（2020年1月5日「ArcJewel Beat!! 2020～Zeppで夢のAJ祭～」で初披露）

## ライブ・イベント

### ワンマンライブ・ツアー
| 公演日         | 公演名                                        | 会場                 | 備考                                                                                               |
| -------------- | --------------------------------------------- | -------------------- | -------------------------------------------------------------------------------------------------- |
| 2024年5月12日  | Gran☆Ciel 5th one-man live -はじまりのPARADE- | duo MUSIC EXCHANGE   | アコースティックコーナーでゲストの平田博信（ギター）と吉田明広（ピアノキーボード）の演奏で３曲披露 |
| 2024年12月27日 | Gran☆Ciel 6th one-man live -We Can-           | 渋谷ストリームホール | 全曲生バンド演奏、アコースティックコーナーで３曲披露                                               |
| 2025年6月1日   | Gran☆Ciel 7th one-man live -Answer-           | 神田スクエアホール   | 全曲生バンド演奏、新曲「ちいさな夢」初披露、アコースティックコーナーで３曲披露                     |

### 定期公演・単独公演
| 公演日  | 公演名                                   | 会場              | 備考 |
| 2025年  | 2025年                                   | 2025年            | 2025年 |
| ------- | ---------------------------------------- | ----------------- | --- |
| 1月3日  | AJ新春ライブ-2025年はもっとニコニコだよ- | TwinBox AKIHABARA | |
| 2月6日  | Gran☆Ciel木曜公演                        | 秋葉原ZEST        | |
| 3月6日  | Gran☆Ciel木曜公演                        | 秋葉原ZEST        | |
| 4月3日  | Gran☆Ciel木曜公演                        | 秋葉原ZEST        | 「Answer」初披露 |
| 5月1日  | Gran☆Ciel木曜公演                        | 秋葉原ZEST        | 「True Love」初披露 |
| 6月5日  | Gran☆Ciel木曜公演                        | 秋葉原ZEST        | |
| 7月3日  | Gran☆Ciel木曜公演                        | 秋葉原ZEST        | |
| 7月19日 | Gran☆Ciel上丘鈴華バースデーライブ2025    | GOTANDA G7        | ゲスト星凪桃佳と「蒼の向こう(8人)」「First Star(上丘と)」、「PIECE OF MY WISH/今井美樹」「向日葵/Ado」(上丘ソロ)、カバー「おいでシャンプー/乃木坂46」披露 |
| 8月7日  | Gran☆Ciel木曜公演                        | 秋葉原ZEST        | |

### 主催公演
| 開催日                          | 会場                            | ゲスト                                         | 備考                                               |
| Gran☆Ciel金曜主催公演 Ciel×Ring | Gran☆Ciel金曜主催公演 Ciel×Ring | Gran☆Ciel金曜主催公演 Ciel×Ring                | Gran☆Ciel金曜主催公演 Ciel×Ring                    |
| ------------------------------- | ------------------------------- | ---------------------------------------------- | -------------------------------------------------- |
| 2024年6月21日                   | GOTANDA G7                      | Untitled                                       | session.8                                          |
| 2024年7月19日                   | GOTANDA G7                      | POPPiNG EMO                                    | session.9                                          |
| 2024年9月20日                   | GOTANDA G7                      | ウイバナ                                       | session.10 台風接近で中止となった8月16日の代替公演 |
| 2024年10月18日                  | GOTANDA G7                      | RAY                                            | session.11                                         |
| 2024年11月15日                  | GOTANDA G7                      | スパンコールグッドタイムズ                     | session.12 新曲「シキサイ」初披露                  |
| 2024年12月20日                  | GOTANDA G7                      | 雨模様のソラリス                               | session.13                                         |
| 2025年1月17日                   | GOTANDA G7                      | アップアップガールズ（2）                      | session.14                                         |
| 2025年2月21日                   | GOTANDA G7                      | 月に足跡を残した6人の少女達は一体何を見たのか… | session.15                                         |
| 2025年3月21日                   | GOTANDA G7                      | Untitled                                       | session.16                                         |
| 2025年4月18日                   | GOTANDA G7                      | SW!CH                                          | session.17                                         |
| 2025年5月16日                   | GOTANDA G7                      | 美味しい曖昧                                   | session.18                                         |
| 2025年6月20日                   | GOTANDA G7                      | Finally                                        | session.19                                         |
| 2025年7月18日                   | GOTANDA G7                      | alma                                           | session.20                                         |
| 2025年8月15日                   | GOTANDA G7                      | BOY MEETS HARU                                 | session.21                                         |

### Arc Jewel主催イベント
| 公演日  | 公演名                                                                               | 会場                                                      | 備考   |
| 2025年  | 2025年                                                                               | 2025年                                                    | 2025年 |
| ------- | ------------------------------------------------------------------------------------ | --------------------------------------------------------- | ------ |
| 1月4日  | ArcJewel New Year LIVE 2025 ～AJ15周年！お正月スペシャル!! Zepp DCでワンコイン！？～ | Zepp DiverCity (TOKYO)                                    |        |
| 1月12日 | ArcJewel 15周年記念大感謝LIVE!! AJ Premier!!                                         | ヒューリックホール東京                                    |        |
| 1月16日 | Gran☆Ciel新年会カフェイベント💖 in GOTANDA G+                                        | GOTANDA G+                                                |        |
| 1月31日 | ArcJewelイッサイガッ祭～ノンストップライブ！！～                                     | TwinBox AKIHABARA                                         |        |
| 2月1日  | GO音祭!!2025-節分SP-                                                                 | GOTANDA G7                                                |        |
| 2月8日  | ArcJewelバレンタインライブ2025                                                       | harevutai                                                 |        |
| 2月15日 | Jewel Beat!!2025-W（ワク）W（ワク）W（ワク）X（♡）                                   | WWWX                                                      |        |
| 2月24日 | Jewel Case!!2025-February-                                                           | 東京キネマ倶楽部                                          |        |
| 3月1日  | GO音祭!!2025-ひな祭りSP-                                                             | GOTANDA G7                                                |        |
| 3月15日 | Jewel Case!!2025-White Day-                                                          | harevutai                                                 | 2部制  |
| 3月30日 | ArcJewel観覧フリーLIVE！ -March（待ち）に待った幕張無銭- 1部                         | イオンモール幕張新都心 グランドモール 1階グランドスクエア | 2部制  |
| 4月5日  | GO音祭2025‼ -新学期、クラスメイトが全員アイドルだった件！-                           | GOTANDA G7                                                |        |
| 5月2日  | GSLB-GOLDEN SETLIST LIVE BATTLE-                                                     | TwinBox AKIHABARA                                         |        |
| 5月3日  | GSLB-GOLDEN SETLIST LIVE BATTLE- 1部                                                 | GOTANDA G7                                                |        |
| 5月6日  | ArcJewel観覧フリー 汐留アイドルLIVE！ ≪3部≫                                          | 汐留シオサイト地下歩道                                    |        |
| 5月11日 | GO音祭2025‼ -キミにエールを！                                                        | GOTANDA G4                                                |        |
| 5月17日 | GO音祭2025‼ -ご主人様、推し事の時間ですっ-                                           | GOTANDA G7                                                |        |
| 5月24日 | Jewel Case!!2025-May-                                                                | 東京キネマ倶楽部                                          |        |
| 5月31日 | GO音祭2025‼ -ワンコインSP-                                                           | GOTANDA G4                                                |        |
| 6月7日  | ArcJewelへようこそ！vol.3『Gran☆Ciel＆Jewel☆Garden＆きゅ～くる』                     | GOTANDA G7                                                |        |
| 6月15日 | Jewel Case!!2025-June-                                                               | 東京キネマ倶楽部                                          |        |
| 6月21日 | GO音祭2025‼ -私たちが選びました！ - 1部                                              | GOTANDA G7                                                |        |
| 6月27日 | GO音祭2025‼ -無銭SP-                                                                 | GOTANDA G7                                                |        |
| 6月29日 | 個別撮影会                                                                           | GBooty東京                                                |        |
| 7月5日  | ArcJewel納涼まつり!!2025                                                             | 東京キネマ倶楽部                                          |        |
| 7月20日 | ArcJewelファミリーライブinアキバステラキューブ                                       | アキバステラキューブ                                      |        |
| 7月21日 | 海の日緊急開催！《うれsea！たのsea！無料ライブ》                                     | GOTANDA G6                                                |        |
| 7月27日 | ArcJewel観覧フリー 汐留アイドルLIVE！≪2部≫                                           | 汐留シオサイト地下歩道 特設スペース                       |        |
| 7月29日 | ArcJewelフルパワーライブ！『真夏のJewel Beat!! 2025 SP』                             | Zepp Shinjuku                                             | 2部制  |
| 8月2日  | GO音祭2025‼ - August - 1部                                                           | GOTANDA G7                                                |        |

## イベント
| イベント日 | イベント名                                                         | 会場                                                      | 備考                                                                                                |
| 2025年     | 2025年                                                             | 2025年                                                    | 2025年                                                                                              |
| ---------- | ------------------------------------------------------------------ | --------------------------------------------------------- | --------------------------------------------------------------------------------------------------- |
| 1月2日     | 謹賀新年！アイドル初夢ライブ 2025 supported by @JAM/ダイキサウンド | Zepp DiverCity (TOKYO)                                    | |
| 1月5日     | POP IN FESTIVAL 2025 ～#PIF2025～                                  | 渋谷VIDENT                                                | |
| 1月5日     | Webana. presents"W Peace Sign" Special Edition                     | GARRET udagawa                                            | |
| 1月11日    | POP IN FESTIVAL 2025 ～#PIF2025～                                  | SHIBUYA VIDENT                                            | |
| 1月13日    | BeeHappy vol.1 〜藤井優衣生誕記念〜                                | 時事通信ホール                                            | |
| 1月18日    | IDOL Treasure bottle LIVE∼冬の幕張スペシャル∼DAY①                  | イオンモール幕張新都心 グランドモール 1階グランドスクエア | |
| 1月19日    | ＠ JAM CONNECT vol.5 第１部                                        | Veats SHIBUYA                                             | |
| 1月25日    | GIRLS☆DELIGHT#323                                                  | 横浜ランドマークホール                                    | |
| 1月25日    | MIRAI系アイドルSPライブ 2ndSeason#20 [night]                       | 横浜みなとみらいブロンテ                                  | |
| 2月9日     | TOKYO GIRLS GIRLS extra!!                                          | EBiS303                                                   | |
| 2月11日    | TOKYO GIRLS GIRLS extra!!                                          | ヒューリックホール東京                                    | |
| 2月16日    | GIRLS☆DELIGHT#326-バレンタインSP-                                  | 横浜ランドマークホール                                    | |
| 2月16日    | TOKYO GIRLS GIRLS extra!!                                          | EBiS303                                                   | |
| 2月20日    | しろもんといっしょ ＠秋葉原ZEST Vol.2                              | 秋葉原ZEST                                                | |
| 2月21日    | DMMオンクレpresents IDOLCATCH Dynamite!                            | TOKYO FM HALL                                             | |
| 2月22日    | ABC IDOL                                                           | YOKOHAMA COAST garage+                                    | |
| 2月23日    | 超FREE BOMBER!! in 上野水上音楽堂                                  | 上野水上音楽堂                                            | |
| 2月24日    | Future Idol Winter Fes！ （2部）                                   | 大塚Hearts+                                               | |
| 3月2日     | GIRLS☆DELIGHT×IDOL Treasure bottle LIVE                            | イオンモール幕張新都心 グランドモール 1階グランドスクエア | |
| 3月8日     | もーれつ ガラ・ステージ～ピーチタイムスペシャル～                  | GOTANDA G＋                                               | |
| 3月8日     | KAWAII PARTY                                                       | SHIBUYA VIDENT                                            | |
| 3月9日     | IDORISE!! FESTIVAL 2025                                            | SHIBUYA RING                                              | トークステージ(LOFT9 Shibuya)上丘・小林                                                             |
| 3月17日    | 楠ゆり生誕祭「♡おためろパ2025♡                                     | 新宿DHNoA                                                 | 小林「願い You&I」「ファンタスティック ロマンティック」楠ゆりとコラボ披露                           |
| 3月18日    | HYPEIDOL!                                                          | duo MUSIC EXCHANGE                                        | |
| 3月19日    | GIRLS☆DELIGHT#330                                                  | 新宿ReNY                                                  | |
| 3月20日    | TOKYO GIRLS GIRLS extra!!                                          | 恵比寿ガーデンルーム                                      | |
| 3月22日    | HYPEIDOL!                                                          | GARDEN新木場FACTORY                                       | |
| 3月23日    | 痛車天国2025アイドルステージ＠お台場野外特設会場                   | IDOL STAGE(お台場青海地区NO区画)                          | |
| 3月27日    | 三拍子＆白岡今日花の イデアのたしなみ                              | WALLOP 3F STUDIO                                          | 小林・益田・佐藤                                                                                    |
| 3月29日    | IDOL Treasure bottle LIVE∼春の横浜スペシャル∼DAY①                  | 日本丸メモリアルパーク 屋外メインアリーナ                 | |
| 3月29日    | TOKYO GIRLS GIRLS extra!!                                          | 恵比寿ガーデンルーム                                      | |
| 4月5日     | DREAMING MONSTER presents 『MONSTER BOX vol.11』                   | 白金高輪SELENE b2                                         | |
| 4月6日     | TOKYO GIRLS GIRLS extra!!                                          | EBiS303                                                   | |
| 4月8日     | GIGA•GIGA SONIC                                                    | Zepp Shinjuku                                             | |
| 4月12日    | MIRAI系アイドルSPライブ 2ndSeason#22                               | 白金高輪SELENE b2                                         | |
| 4月12日    | GIRLS☆DELIGHT×IDOL Treasure bottle LIVE vol.4                      | イオンモール幕張新都心 グランドモール 1階グランドスクエア | |
| 4月13日    | GIRLS MUSIC SQUARE @SHINJUKU                                       | シアターマーキュリー新宿                                  | |
| 4月16日    | HYPE IDOL！×AGE FES!                                               | Zepp DiverCity(TOKYO)                                     | |
| 4月19日    | GIRLS MUSIC SQUARE                                                 | 浅草花劇場                                                | |
| 4月20日    | SENA MOMOKA BIRTHDAY LIVE 1部                                      | スターラウンジ                                            | |
| 4月20日    | ＠ JAM THE WORLD 春のジャムまつり！2025<2部>                       | harevutai                                                 | |
| 4月24日    | 春のTOKYO GRAVURE IDOL FESTIVAL ONLINE 2025                        | MixChannel                                                | 佐藤                                                                                                |
| 4月26日    | TOKYO GIRLS GIRLS extra!!                                          | 恵比寿ガーデンルーム                                      | |
| 4月27日    | TOKYO GIRLS GIRLS extra!!                                          | 恵比寿ガーデンルーム                                      | |
| 4月28日    | TOKYO GIRLS GIRLS extra!!                                          | シティホール五反田                                        | |
| 4月29日    | ウイバナの日。                                                     | SHIBUYA CYCLONE                                           | |
| 5月5日     | 歌舞伎町UP GATE↑↑2025                                              | APEXIA                                                    | |
| 5月10日    | コトネの日                                                         | SHIBUYA RING                                              | |
| 5月11日    | HYPE IDOL！                                                        | 品川インターシティーホール                                | |
| 5月15日    | AsIs主催公演『もしもの世界-Vol.5-』                                | SHIBUYA PLEASURE PLEASURE                                 | |
| 5月18日    | TOKYO GIRLS GIRLS extra!!                                          | 山王ヒルズホール                                          | |
| 5月22日    | 夢より素敵な-2025-特別編其の壱                                     | 新宿ReNY                                                  | |
| 5月25日    | IDOL Treasure bottle LIVE∼初夏の幕張スペシャル∼DAY②                | イオンモール幕張新都心 グランドモール 1階グランドスクエア | |
| 6月7日     | HYPE IDOL! × AGE FES!                                              | 品川グランドホール                                        | |
| 6月8日     | HYPE IDOL! × AGE FES!                                              | 品川グランドホール                                        | |
| 6月14日    | mini TIF vol.108                                                   | 白金高輪SELENE b2                                         | |
| 6月17日    | メ～ロメロ！フェス！！２０２５                                     | Zepp Nagoya                                               | オープニングアクト                                                                                  |
| 6月21日    | KAWAII PARTY CIRCUIT!!                                             | 渋谷THE GAME                                              | |
| 6月22日    | ABC IDOL                                                           | YOKOHAMA COAST garage+                                    | |
| 6月28日    | TOKYO GIRLS GIRLS extra!!                                          | EBiS303 (STAGE2)                                          | |
| 6月30日    | HYPE IDOL! × AGE FES!                                              | WOMB LIVE                                                 | |
| 7月2日     | 真夏の水着祭                                                       | 東京サマーランド                                          | 佐藤                                                                                                |
| 7月6日     | 超NATSUZOME 2024 〈DAY2〉                                          | NATSUステージ                                             | |
| 7月12日    | SPARK 2025 渋谷納涼祭                                              | LIVE STAGE GUILTY                                         | |
| 7月13日    | SPARK 2025 渋谷納涼祭                                              | MAGNET by SHIBUYA109                                      | |
| 7月16日    | unSea presents 「Oneder World vol.12」                             | unravel tokyo                                             | |
| 7月20日    | HYPE IDOL！                                                        | 品川インターシティーホール                                | |
| 7月26日    | TOKYO GIRLS GIRLS ～5th Anniversary day2～                         | 品川インターシティーホール                                | |
| 7月28日    | Hi-lite SONiC                                                      | Zepp Shinjuku                                             | |
| 8月2日     | TOKYO GRAVURE IDOL FESTIVAL 2025                                   | GREETING AREA                                             | 佐藤                                                                                                |
| 8月3日     | TOKYO IDOL FESTIVAL 2025                                           | DOLL FACTORY、浮島STAGE                                   | 益田・櫻・佐藤「モーニング娘。大好きステージ」SMILE GARDEN、小林・櫻「グランドフィナーレ」HOT STAGE |
| 8月9日     | イデアのたしなみ 〜真夏の集中講義〜                                | TOKYO FM HALL                                             | |
| 8月10日    | IDOL SUMMER JUNGLE                                                 | KABUTOMUSHI STAGE(お台場R地区野外特設会場)                | |
| 8月13日    | IDOL Treasure bottle LIVE～真夏の幕張アイドルSPLASH祭り～ 【DAY3】 | イオンモール幕張新都心 グランドモール 1階グランドスクエア | |
| 8月16日    | @JAM MEETS 〜vol.17 @JAM EXPO直前スペシャル!〜                     | 川崎CLUB CITTA’                                           | |
| 8月17日    | 真夏の横浜アイドル SPLASH祭り                                      | 横浜・日本丸メモリアルパーク                              | |

## 出演
安藤笑の単独出演は「安藤笑」も参照。

### テレビ
- GIC GIRlS IN CON-CAFE （「キャストウォッチ」番組内・2024年3月7日-5月23日、チバテレ）　- 小林 [117]。

### ラジオ
- J-Music Timeスペシャル ～Gran☆Ciel、新たなる旅立ち。2nd シーズンへの想い～（2024年4月1日・8日、ラジオNIKKEI第1）
- アイドルジェネレーション （ラジオNIKKEI第1、第2・第4金曜日）

　2024年6月14日 - 上丘・麻乃・櫻・松谷（コメント出演）、7月26日 - 小林、9月27日 - 櫻・松谷、11月22日 - 上丘・小林・麻乃
 
　2025年7月25日 - 上丘・小林・益田・櫻（コメント出演）

### ネット配信
- ＠JAM応援宣言！「＠JAM THE WORLD」（MixChanne） - ゲストナビゲーター

　　 2024年4月1日 - 小林・櫻・麻乃、9月16日 - Gran☆Ciel、11月18日 - 上丘・小林・麻乃
 
　　 2025年3月24日 - 益田・櫻・麻乃  
- TIFゲーム部2024配信【DAY2】(TOKYO IDOL PROJECT Youtube配信チャンネル、2024年7月25日) - 櫻
- ＠JAMトークバラエティー"ドルバナ"(SHOWROOM、2024年8月27日) - 上丘

### 雑誌
- BUBKA (ブブカ)  2024年4月号（2024年2月29日発売、BUBKA編集部） - 望月 GIRLS IDOL Fashion Snap
- BUBKA (ブブカ)  2024年5月号（2024年3月29日発売、BUBKA編集部） - 望月 GIRLS IDOL Fashion Snap
- MARQUEE Vol.154(2024年5月24日発売、マーキー・インコーポレイティド) - 巻末特集　ArcJewel　Gran☆Ciel(撮影＋インタビュー)
- BUBKA (ブブカ)  2024年9月号（2024年7月31日発売、BUBKA編集部） - 上丘 拝啓、夏〜ワタシ的「夏おも」の過ごし方、教えちゃいます♡
- BUBKA (ブブカ)  2025年6月号（2025年4月30日発売、BUBKA編集部） - 小林 トリセツ
- MARQUEE Vol.158(2025年5月27日発売、マーキー・インコーポレイティド) - 巻末特集　ArcJewel　Gran☆Ciel(撮影＋インタビュー)
- BUBKA (ブブカ)  2025年7月号（2025年5月30日発売、BUBKA編集部） - 櫻、松谷 ワタシの恋叶いますか？雨の妄想デート日記♡